# اصابت!
اصابت! (به انگلیسی: Hit) یک فیلم سینمایی اکشن آمریکایی محصول سال ۱۹۷۳ به کارگردانی سیدنی جی. فیوری و با بازی بیلی دی ویلیامز و ریچارد پرایر است. داستان فیلم دربارهٔ یک مأمور فدرال است که پس از مرگ دخترش در اثر مصرف بیش از حد هروئین سعی در تخریب یک منطقه مواد مخدر دارد.
عنوان جایگزین این فیلم خداحافظ مارسی بود.
نقش نیک آلن در اصل برای استیو مک‌کوئین نوشته شده بود.